# Johan Jozef Bonny
Mons. Johan Jozef Bonny (* 10. července 1955, Oostende) je belgický římskokatolický kněz a biskup diecéze Antverpy.

## Život
Narodil se 10. července 1955 v Oostende. Vstoupil do Kněžského semináře v Bruggách. Filosofická studia si dodělal na Katolické univerzitě v Lovani a teologická ve Vyšším semináři v Bruggách. Na Papežské Gregoriánské univerzitě získal licenciát z teologie a roku 1990 doktorát. Na kněze byl vysvěcen 20. července 1980 biskupem Emielem-Jozefem De Smedt. Působil jako profesor ve Vyšším semináři v Bruggách, ředitel stejného semináře a spirituál. Roku 1997 se stal oficiálem Papežské rady pro jednotu křesťanů a rektorem Papežské belgické koleje v Římě.
Dne 28. října 2008 jej papež Benedikt XVI. ustanovil diecézním biskupem v Antverpách. Biskupské svěcení přijal 4. ledna 2009 z rukou kardinála Godfrieda Danneelsa a spolusvětitelé byli kardinál Walter Kasper, biskup Paul Van den Berghe, biskup Roger Joseph Vangheluwe a biskup André-Joseph Léonard.
Dne 26. ledna 2016 se stal vice-předsedou Belgické biskupské konference.